# Wiatskoje
Wiatskoje (ros. Вя́тское; daw. Wiatsk) – wieś (ros. село, trb. sieło) w Rosji położona 72 km od Chabarowska, nad rzeką Amur. W miejscowości znajduje się obóz wojskowy.
W czasie II wojny światowej wybudowano obóz wojskowy. Tutejszym batalionem dowodził Kim Ir Sen – przyszły przywódca Korei Północnej. To tutaj 16 lutego 1941 roku urodził się Kim Dzong Il – były przywódca Korei Północnej.

## Urodzeni w miejscowości
- Kim Dzong Il (choć oficjalne biografie podają, że miało to miejsce u podnóża góry Pektu-san w Korei Północnej[1][2])